# Championnat de Chypre de football 2021-2022
Navigation
Édition précédente Édition suivante
La saison 2021-2022 du championnat de Chypre de football est la 83e édition du championnat de Chypre de football. Elle oppose les douze meilleurs clubs de Chypre lors d'une première phase de vingt-deux journées. À l'issue de cette première phase, les six premiers disputent la poule pour le titre, tandis que les six suivants prennent part à la poule de relégation où les deux derniers sont directement relégués en Second Division.
Quatre places qualificatives pour les compétitions européennes seront attribuées par le biais du championnat (1 place au troisième tour de qualification de la Ligue des champions 2022-2023, 1 place au deuxième tour de qualification de la Ligue des champions 2022-2023 et 2 places au deuxième tour de qualification de la Ligue Europa Conférence 2022-2023). Une autre place en barrages pour la Ligue Europa 2022-2023 est garantie au vainqueur de la Coupe.
L'Omónia Nicosie est le tenant du titre.

## Participants
| \| Apollon Limassol AEL Limassol Omónia Nicosie APOEL Nicosie Anórthosis Famagouste AEK Larnaca Paphos FC Doxa Katokopias PAEEK Kerynias Ethnikos Achna Olympiakos Nicosie Aris Limassol \| Localisation des clubs engagés dans le championnat. |
| Apollon Limassol AEL Limassol Omónia Nicosie APOEL Nicosie Anórthosis Famagouste AEK Larnaca Paphos FC Doxa Katokopias PAEEK Kerynias Ethnikos Achna Olympiakos Nicosie Aris Limassol                                                           |

Légende des couleurs
- Deuxième tour de qualification de la Ligue des champions 2021-2022
- Troisième tour de qualification de la Ligue Europa 2021-2022
- Deuxième tour de qualification de la Ligue Europa Conférence 2021-2022
- Promu de D2

| Club                  | Se maintient depuis | Classement 2018-2019 | Stade                           | Capacité théorique |
| --------------------- | ------------------- | -------------------- | ------------------------------- | ------------------ |
| Omónia Nicosie        | 1953                | 1er                  | Stade GSP                       | 22 859             |
| Apollon Limassol      | 1957                | 2e                   | Stade Tsírio                    | 13 331             |
| AEL Limassol          | 1997                | 3e                   | Stade Tsírio                    | 13 331             |
| Anórthosis Famagouste | 1948                | 4e                   | Stade Antonis-Papadopoulos      | 10 230             |
| AEK Larnaca           | 2010                | 5e                   | AEK Arena                       | 8 000              |
| Olympiakos Nicosie    | 2019                | 6e                   | Stade Makarios                  | 16 000             |
| Paphos FC             | 2017                | 7e                   | Stade Stélios-Kyriakídis        | 9 394              |
| APOEL Nicosie         | 1934                | 8e                   | Stade GSP                       | 22 859             |
| Ethnikos Achna        | 2019                | 9e                   | Stade Dhasaki-Achnas            | 5 400              |
| Doxa Katokopias       | 2012                | 10e                  | Stade Makarios                  | 16 000             |
| PAEEK Kerynias        | 2021                | 1er (D2)             | Keryneia Epistrophi à Lakatámia | 2 000              |
| Aris Limassol         | 2021                | 2e (D2)              | Stade Tsírio                    | 13 331             |

## Compétition
Comme il y a eu quatre relégations la saison passée et deux promotions, le championnat passe cette saison à douze participants.

### Première phase

#### Classement
Le classement est établi sur le barème de points classique (victoire à 3 points, match nul à 1, défaite à 0). Pour départager les égalités, on tient d'abord compte des points en confrontations directes, puis de la différence de buts en confrontations directes, puis de la différence de buts générale, puis du nombre de buts marqués.
| Rang | Équipe                | Pts | J  | G  | N  | P  | Bp | Bc | Diff |
| ---- | --------------------- | --- | -- | -- | -- | -- | -- | -- | ---- |
| 1    | Apollon Limassol      | 46  | 22 | 14 | 4  | 4  | 37 | 21 | +16  |
| 2    | APOEL Nicosie         | 39  | 22 | 11 | 6  | 5  | 35 | 25 | +10  |
| 3    | AEK Larnaca           | 39  | 22 | 10 | 9  | 3  | 31 | 17 | +14  |
| 4    | Anórthosis Famagouste | 38  | 22 | 11 | 5  | 6  | 36 | 26 | +10  |
| 5    | Aris Limassol P       | 36  | 22 | 10 | 6  | 6  | 23 | 20 | +3   |
| 6    | Paphos FC             | 34  | 22 | 8  | 10 | 4  | 27 | 19 | +8   |
| 7    | Omónia Nicosie T      | 31  | 22 | 9  | 4  | 9  | 25 | 25 | 0    |
| 8    | AEL Limassol          | 25  | 22 | 7  | 4  | 11 | 26 | 28 | -2   |
| 9    | Olympiakos Nicosie    | 22  | 22 | 5  | 7  | 10 | 14 | 23 | -9   |
| 10   | Doxa Katokopias       | 22  | 22 | 5  | 7  | 10 | 18 | 30 | -12  |
| 11   | PAEEK Kerynias P      | 15  | 22 | 3  | 6  | 13 | 17 | 35 | -18  |
| 12   | Ethnikos Achna        | 13  | 22 | 3  | 4  | 15 | 13 | 33 | -20  |

Légende
- Qualification pour la poule pour le titre
- Qualification pour la poule de relégation
- Relégation en deuxième division

Abréviations
- P : Promus de Second Division 2020-2021
- T : Tenant du titre

#### Résultats
| Résultats (▼dom., ►ext.)                                   | AEK | AEL | ANO | APO | APL | ARI | DOX | ETH | OLY | OMO | PAE | PAF |
| AEK Larnaca                                                |     | 3-1 | 1-1 | 0-0 | 2-1 | 1-1 | 1-1 | 1-0 | 1-0 | 2-1 | 3-0 | 1-3 |
| AEL Limassol                                               | 0-2 |     | 2-1 | 2-3 | 0-1 | 0-1 | 3-2 | 1-0 | 3-0 | 0-1 | 0-0 | 4-0 |
| Anórthosis Famagouste                                      | 1-2 | 2-1 |     | 2-1 | 1-1 | 3-1 | 2-0 | 2-1 | 3-1 | 1-1 | 2-3 | 1-0 |
| APOEL Nicosie                                              | 1-0 | 3-0 | 0-2 |     | 1-1 | 1-1 | 2-0 | 2-1 | 0-1 | 4-2 | 1-0 | 1-1 |
| Apollon Limassol                                           | 1-4 | 2-1 | 2-2 | 2-1 |     | 0-2 | 3-0 | 4-2 | 2-1 | 2-0 | 3-1 | 2-0 |
| Aris Limassol                                              | 1-0 | 1-2 | 3-2 | 0-1 | 0-1 |     | 1-0 | 2-1 | 1-0 | 0-2 | 1-1 | 0-0 |
| Doxa Katokopias                                            | 1-4 | 0-0 | 2-0 | 2-2 | 0-3 | 1-2 |     | 0-0 | 0-0 | 2-1 | 1-0 | 1-1 |
| Ethnikos Achna                                             | 0-0 | 2-2 | 0-2 | 0-3 | 0-1 | 0-3 | 0-1 |     | 1-0 | 0-2 | 1-3 | 0-1 |
| Olympiakos Nicosie                                         | 0-0 | 1-1 | 3-2 | 1-1 | 0-2 | 1-2 | 1-0 | 0-0 |     | 1-0 | 1-0 | 1-2 |
| Omónia Nicosie                                             | 1-1 | 1-0 | 0-1 | 2-4 | 1-0 | 3-0 | 2-1 | 0-2 | 1-0 |     | 2-1 | 1-1 |
| PAEEK Kerynias                                             | 2-2 | 1-3 | 0-2 | 1-3 | 2-2 | 0-0 | 1-2 | 0-2 | 0-0 | 1-0 |     | 0-2 |
| Paphos FC                                                  | 1-1 | 1-0 | 1-1 | 4-0 | 0-1 | 1-1 | 1-1 | 3-0 | 1-1 | 1-1 | 2-0 |     |
| - Victoire à domicile - Match nul - Victoire à l'extérieur |     |     |     |     |     |     |     |     |     |     |     |     |

### Deuxième phase

#### Poule pour le titre
Les clubs conservent la totalité des points acquis lors de la première phase.
Le classement est établi sur le barème de points classique (victoire à 3 points, match nul à 1, défaite à 0). Pour départager les égalités, on tient d'abord compte des points en confrontations directes, puis de la différence de buts en confrontations directes, puis de la différence de buts générale, puis du nombre de buts marqués.
| Rang | Équipe                | Pts | J  | G  | N  | P | Bp | Bc | Diff |
| ---- | --------------------- | --- | -- | -- | -- | - | -- | -- | ---- |
| 1    | Apollon Limassol      | 58  | 32 | 16 | 10 | 6 | 50 | 33 | +17  |
| 2    | AEK Larnaca           | 54  | 32 | 14 | 12 | 6 | 44 | 29 | +15  |
| 3    | APOEL Nicosie         | 52  | 32 | 14 | 10 | 8 | 48 | 41 | +7   |
| 4    | Aris Limassol         | 50  | 32 | 13 | 11 | 8 | 37 | 32 | +5   |
| 5    | Anórthosis Famagouste | 49  | 32 | 13 | 10 | 9 | 48 | 40 | +8   |
| 6    | Paphos FC             | 46  | 32 | 11 | 13 | 8 | 39 | 30 | +9   |

Qualifications européennes
Ligue des champions 2022-2023
- 1er : troisième tour de qualification pour champions
- 2e :deuxième tour de qualification pour non-champions

Ligue Europa 2022-2023
- C : barrages

Ligue Europa Conférence 2022-2023
- 3e et 4e : deuxième tour de qualification

Abréviations
- C : Vainqueur de la Coupe de Chypre 2021-2022

| Résultats (▼dom., ►ext.)                                   | APL | APO | AEK | ANO | ARI | PAF |
| Apollon Limassol                                           |     | 3-2 | 0-1 | 1-1 | 1-1 | 0-2 |
| APOEL Nicosie                                              | 0-0 |     | 1-1 | 1-1 | 1-1 | 2-1 |
| AEK Larnaca                                                | 3-3 | 1-2 |     | 1-0 | 1-1 | 2-0 |
| Anórthosis Famagouste                                      | 1-1 | 4-1 | 1-3 |     | 0-3 | 1-0 |
| Aris Limassol                                              | 1-4 | 1-2 | 2-0 | 1-1 |     | 2-1 |
| Paphos FC                                                  | 0-0 | 3-1 | 2-0 | 2-2 | 1-1 |     |
| - Victoire à domicile - Match nul - Victoire à l'extérieur |     |     |     |     |     |     |

#### Poule de relégation
Les clubs conservent la totalité des points acquis lors de la première phase.
Le classement est établi sur le barème de points classique (victoire à 3 points, match nul à 1, défaite à 0). Pour départager les égalités, on tient d'abord compte des points en confrontations directes, puis de la différence de buts en confrontations directes, puis de la différence de buts générale, puis du nombre de buts marqués.
| Rang | Équipe             | Pts | J  | G  | N  | P  | Bp | Bc | Diff |
| ---- | ------------------ | --- | -- | -- | -- | -- | -- | -- | ---- |
| 7    | Omónia Nicosie T C | 50  | 32 | 14 | 8  | 10 | 44 | 38 | +6   |
| 8    | AEL Limassol       | 47  | 32 | 14 | 5  | 13 | 43 | 39 | +4   |
| 9    | Olympiakos Nicosie | 40  | 32 | 10 | 10 | 12 | 30 | 31 | -1   |
| 10   | Doxa Katokopias    | 32  | 32 | 7  | 11 | 14 | 27 | 41 | -14  |
| 11   | Ethnikos Achna     | 23  | 32 | 5  | 8  | 19 | 21 | 41 | -20  |
| 12   | PAEEK Kerynias     | 17  | 32 | 3  | 8  | 21 | 25 | 61 | -36  |

Qualifications européennes
Ligue Europa 2022-2023
- C : barrages

Relégation
- 11e et 12e : relégation en Second Division

Abréviations
- P : Promus de Second Division 2020-2021
- T : Tenant du titre
- C : Vainqueur de la Coupe de Chypre 2021-2022

| Résultats (▼dom., ►ext.)                                   | OMO | AEL | OLY | DOX | PAE | ETH |
| Omónia Nicosie                                             |     | 3-2 | 1-1 | 2-2 | 4-2 | 1-0 |
| AEL Limassol                                               | 1-1 |     | 0-4 | 3-1 | 2-1 | 2-0 |
| Olympiakos Nicosie                                         | 3-0 | 0-1 |     | 1-0 | 4-3 | 1-1 |
| Doxa Katokopias                                            | 0-2 | 0-1 | 1-1 |     | 0-0 | 2-1 |
| PAEEK Kerynias                                             | 2-5 | 0-3 | 0-1 | 0-3 |     | 0-4 |
| Ethnikos Achna                                             | 0-0 | 1-2 | 1-0 | 0-0 | 0-0 |     |
| - Victoire à domicile - Match nul - Victoire à l'extérieur |     |     |     |     |     |     |

## Tableau d'honneur
| Championnat de Chypre de football 2021-2022                        |                             |
| Champion                                                           | Apollon Limassol (4e titre) |
| Dauphin                                                            | AEK Larnaca                 |
| Coupes et trophées                                                 |                             |
| Vainqueur de la Coupe de Chypre 2021-2022                          | Omónia Nicosie              |
| Qualifications continentales                                       |                             |
| Ligue des champions 2022-2023                                      | Apollon Limassol            |
| Ligue des champions 2022-2023                                      | AEK Larnaca                 |
| Ligue Europa 2022-2023                                             | Omónia Nicosie              |
| Ligue Europa Conférence 2022-2023                                  | APOEL Nicosie               |
| Ligue Europa Conférence 2022-2023                                  | Aris Limassol               |
| Promotions et relégations                                          |                             |
| Promus en Championnat de Chypre de football                        | Karmiótissa FC              |
| Promus en Championnat de Chypre de football                        | Nea Salamina Famagouste     |
| Relégués en Championnat de Chypre de football de deuxième division | Ethnikos Achna              |
| Relégués en Championnat de Chypre de football de deuxième division | PAEEK Kerynias              |